# Штучні руїни

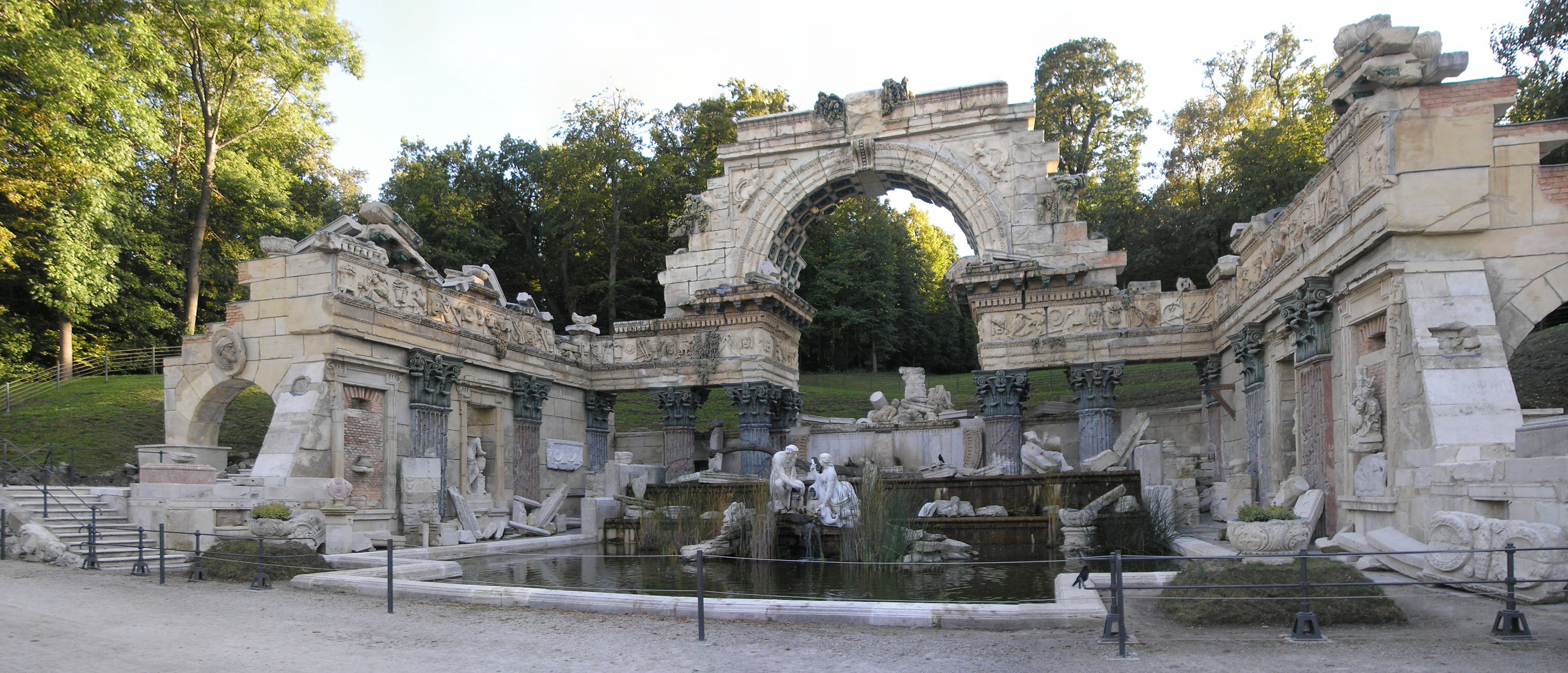
Шенбрунн, Австрія, «Римські руїни», спроєктовані фон Гогенберг Йоханн Фердінанд Гетцендорф і зведені у 1778 році. Проект базується на гравюрах Піранезі руїн римського храму Веспасіана і арки Тита. Початкова назва «Руїни Карфагена»

Штучні руїни, або романтичні руїни, — імітація давніх руїн у європейських ландшафтних парках і садибах шляхти XVIII—XIX століть. Руїни будувалися для естетизації руйнування часом; рукотворні руїни призначені викликати у спостерігача меланхолійний і романтичний настрій. До романтичних руїн крім спеціально побудованих руїн, відносять спеціально не знесені, спеціально нереставровані і спеціально добудовані старі споруди, які виконують специфічну естетичну функцію руїни.

## Символізм і естетизація руїн
Руїни у садибах і парках мали побуджувати роздуми про вплив часу і мінливість людського життя. Естетизація руйнування міцних кам'яних споруд як візуальний фактор призначалася сприяти меланхолійному і романтичному настрою у спостерігача.
Як писав англійський письменник XVIII століття Томас Уотлі у своєму популярному довіднику з поетики англійських садів, «при виді руїн природньо виникають думки про мінливість, руйнацію і спустошення, а за ними відчувається довгий ланцюг інших образів, трохи забарвлених меланхолією, яку викликають руїни».
У Західній Європі руїни починають сприйматися саме як руїни і зберігатися такими в епоху Відродження. В епоху Просвітництва руїни набули особливої цінності, і почали наділятися різними властивостями та функціями — історичними, психологічними, політичними та філософськими. З'явилося прагнення зберігати руїни для підтримки почуття цілісності та зв'язності історії, як знаків величного минулого. У західних суспільствах руїни відігравали важливу роль у консолідації національної ідентичності. Філософи, від Дені Дідро до Жана Бодріяра, почали звертати увагу на значимість розпаду і намагались розкрити секрет привабливості руїн.
Дідро зазначав, що руїни пробуджують у ньому піднесені думки, тому що «все знищується, все гине, все минає»… Руїни на думку Дідро свідчать про велике рівноправ'я всього існуючого перед смертю, але при цьому дозволяють людині «відчувати себе більш самотньою», балансуючи на межі «потоку», який «захоплює народи один за одним у безодню, загальну для всіх». Дідро стверджував, що руїни повертають нас до наших схильностей, по мірі того як час і смерть заперечують значення спільнот і народів.
Німецький філософ Георг Зіммель також брав участь у прославленні руїн. У своєму відомому есе 1907 року «Руїна: естетичний досвід» Зіммель писав про примирюючий за своєю суттю вплив руїн на людину і про те, що руїна парадоксальним чином є вікном у майбутнє, показуючи, що предмет, який перетворився на руїну, продовжує існувати і розвиватися навіть після того, як зазнав «насильства, яке дух вчинив над ним, формуючи його за своїм зразком». Зіммель вважав, що руїни — це не синонім розпаду, оскільки вони створюють «нову форму» і «новий зміст».

## Історія

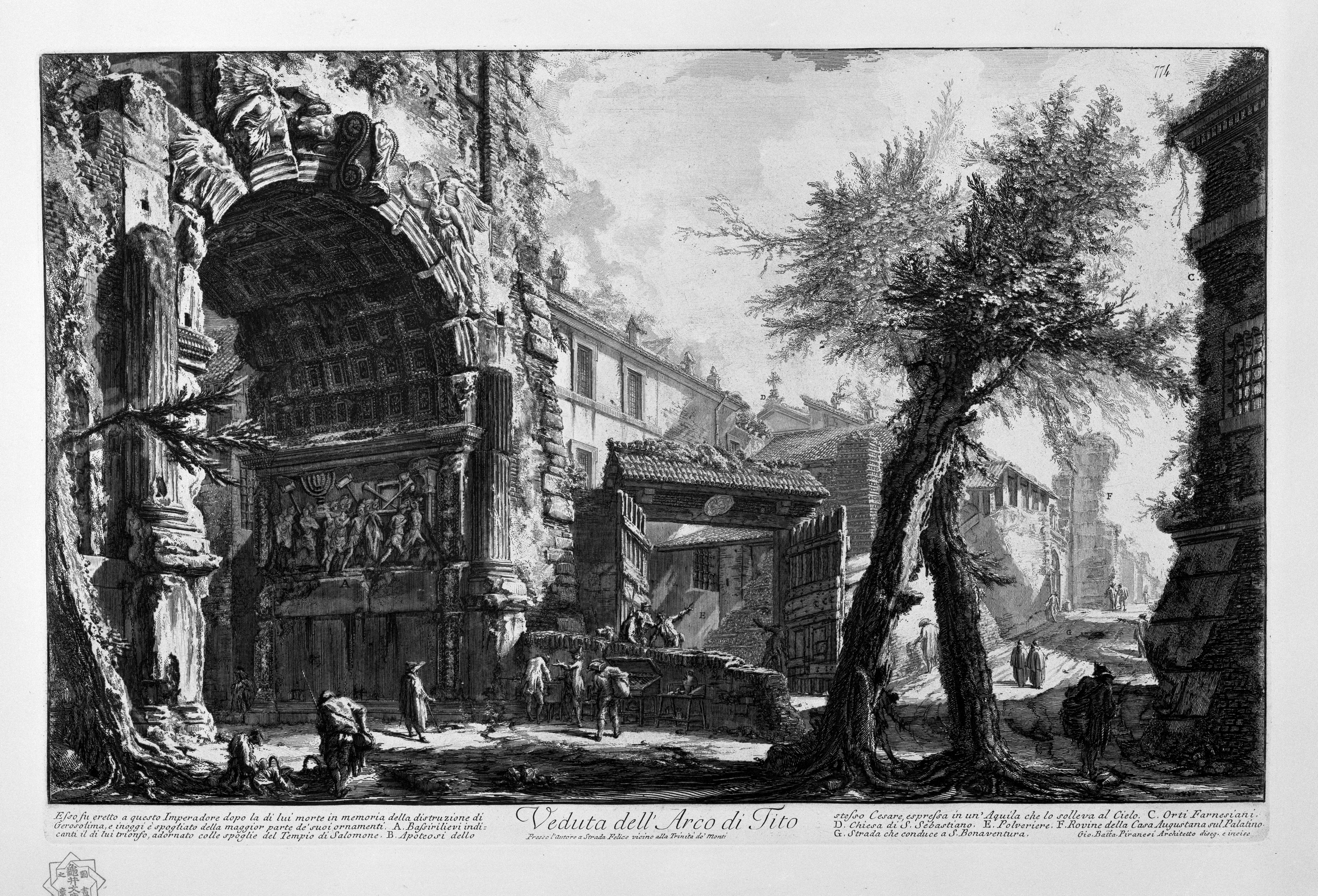
Арка Тита, гравюра Піранезі. Послужила натурою для штучних «Римських руїн» в Шенбрунні

Декоративні штучні руїни з'явилися у другій половині XVIII століття у пейзажних парках Англії і Франції як архітектурні капризи і не вийшли з моди протягом всього XIX століття; іноді романтичні руїни з часом самі перетворювалися на значущі артефакти. Крім Англії та Франції романтичні руїни були поширені в Німеччині, Бельгії, Польщі, Австрії, Швеції, Норвегії, Данії, Росії та Нідерландах, були призначені привертати увагу до приватних маєтків і парків і розміщувалися так, щоб привертати увагу відвідувачів під час прогулянок. Романтичні руїни сильно відрізнялися за стилем, формою та вибором матеріалу, найчастіше вони будувалися у вигляді руїн давньоримських будівель та храмів, середньовічних замків, веж, тріумфальних арок, готичних абатств, павільйонів та навіть млинів, кузень та інших корисних споруд.
Мода на руїни почалася з відкриття Геркулануму у 1738 році та Помпеї у 1748 році, після чого по всій Європі розпочалися розкопки та дослідження давніх об'єктів. Античні будівлі з очищеними фресками, які добре збереглися в Італії, стали частиною європейського культурного коду: Помпеї стали обов'язковою зупинкою у Гран-турі Європою. Неокласицизм надав греко-римським старожитностям статус естетичного канону, тому руїни, зокрема добре збережені, поповнили список зразків для наслідування. Гравюри Піранезі підкреслювали різницю між величними античними спорудами та утилітарною архітектурою сучасності; у такий спосіб, художник символічно звисока ставився до культури свого сьогодення.
Руїни стали об'єктом натури для багатьох художників того часу. Пейзажі, що зображували види Римської Кампанії, надихали Ніколя Пуссена та Клода Лоррена, які поміщали міфологічні сюжети в римський пасторальний пейзаж. Художники передавали мальовниче споріднення руїн і ландшафту, ідеалізували природу та наділяли її суттєвими значеннями.
- Руїни, побудовані за наказом Фрідріха Великого у 1748 році на пагорбі Руйненберг[de], Сан-Сусі, Потсдам. На послідовності картин можливо побачити процес старіння і поступового руйнування споруджень, які будувалися як власне руїни.
- Гравюра Йоганна Фрідріха Шлейлена[de], 1775

Руїни, побудовані за наказом Фрідріха Великого у 1748 році на пагорбі Руйненберг, Сан-Сусі, Потсдам. На послідовності картин можливо побачити процес старіння і поступового руйнування споруджень, які будувалися як власне руїни.
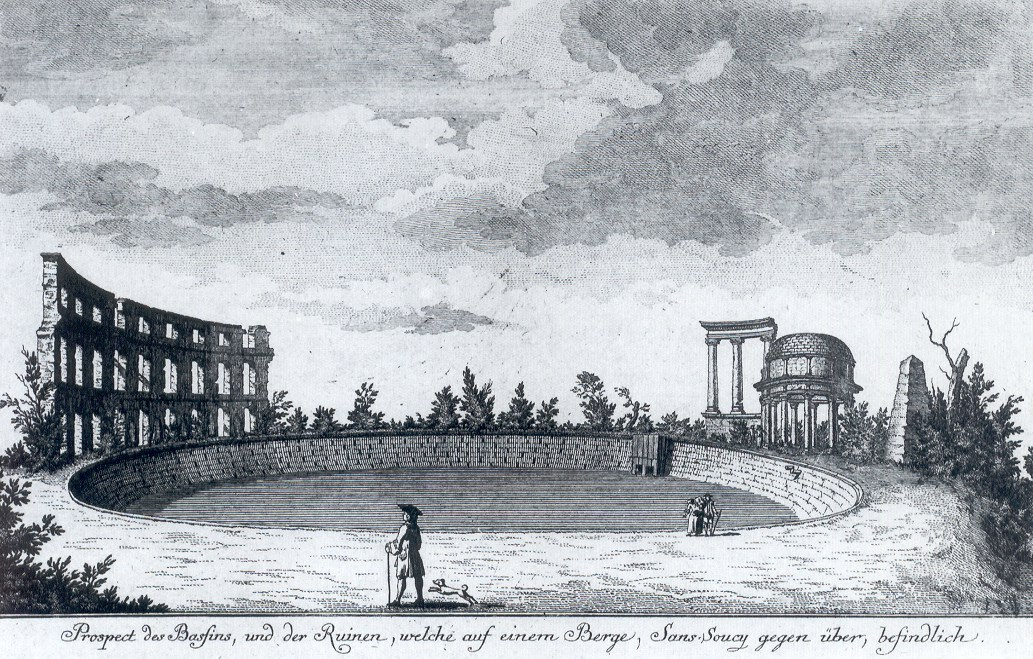
Гравюра Шлейлен Йоганн Фрідріх, 1775
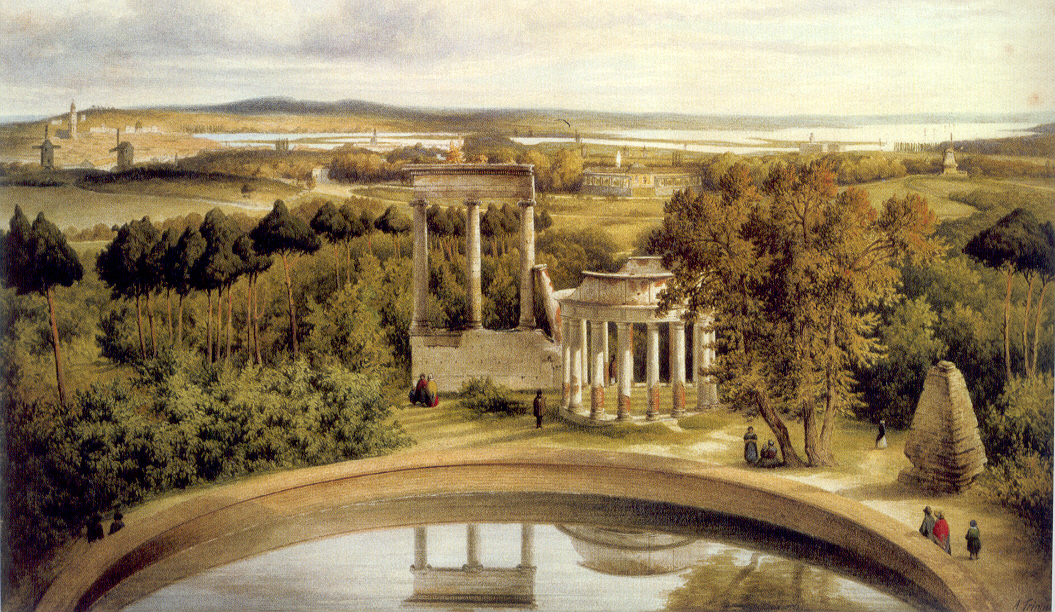
Акварель Альберта Людвіга Тріппеля[de], бл. 1845
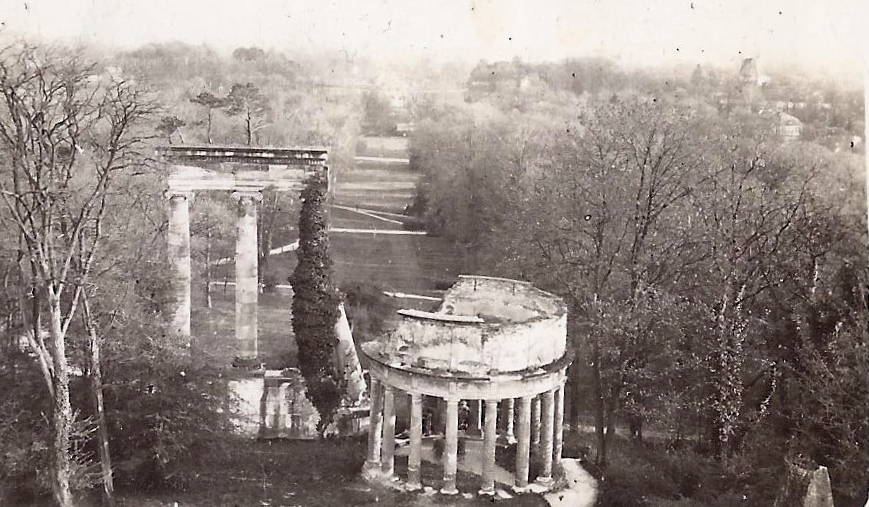
У 1930 році
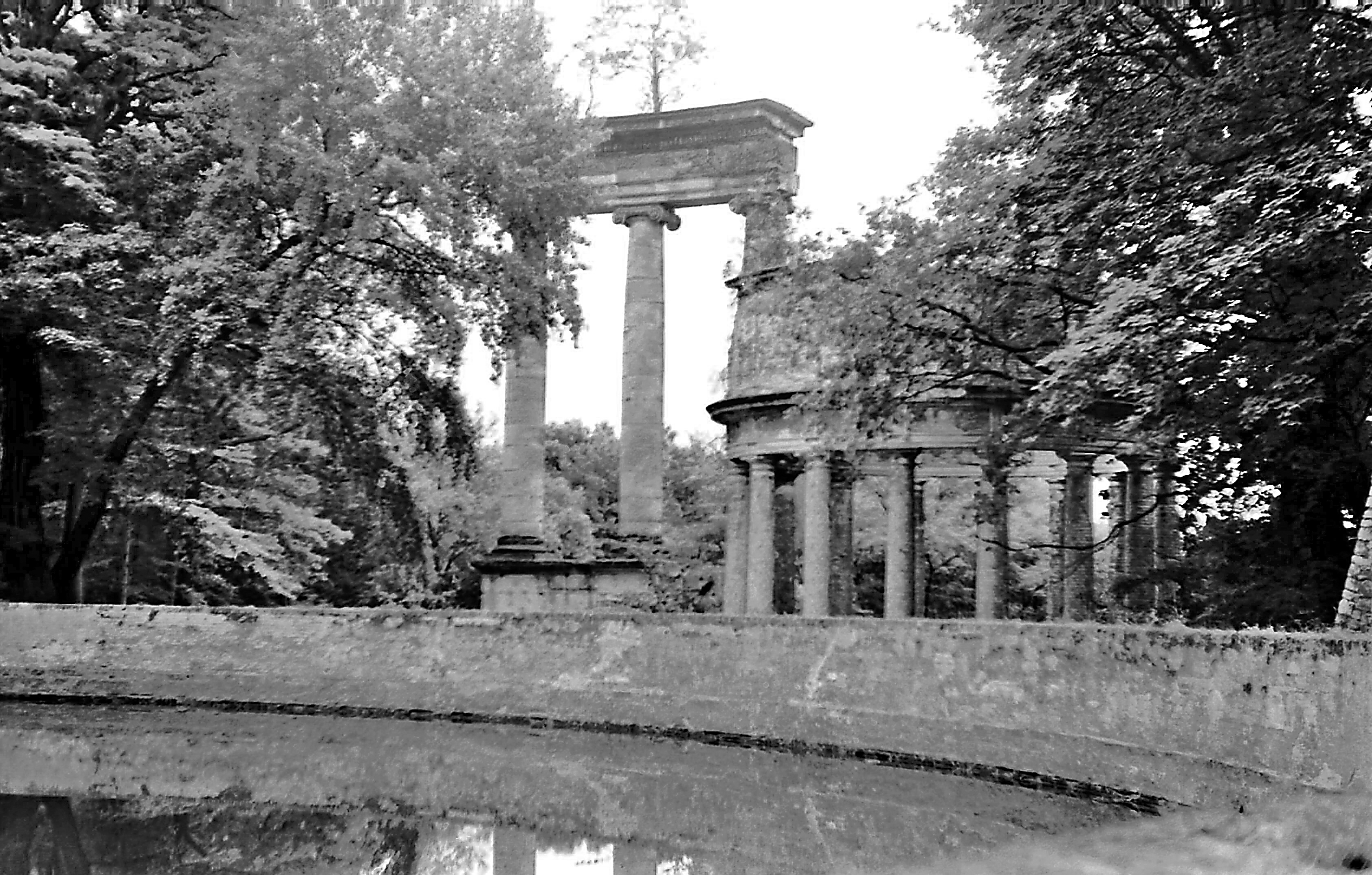
У 1971 році
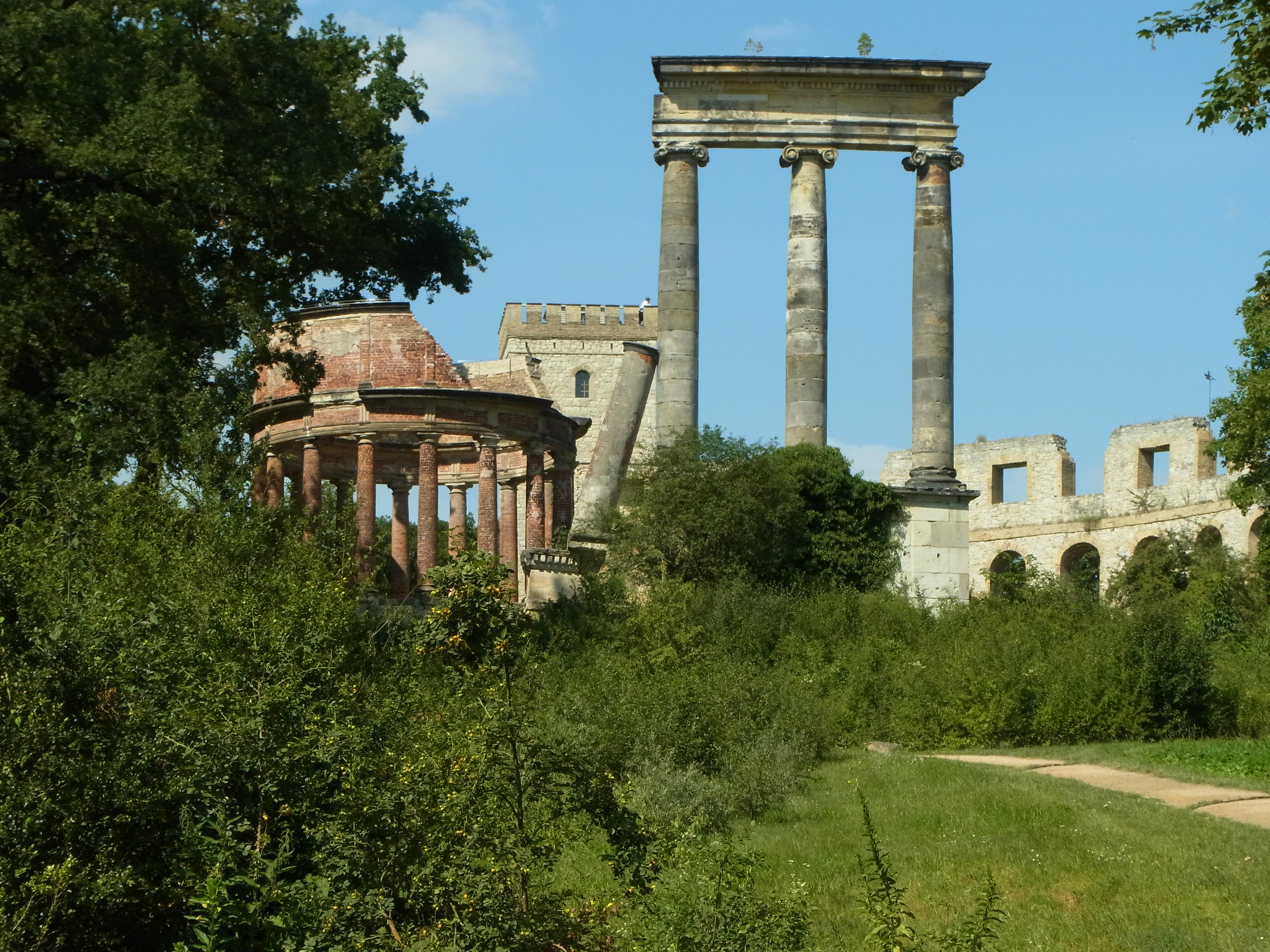
У 2015 році

### В Російській імперії і на території сучасної України

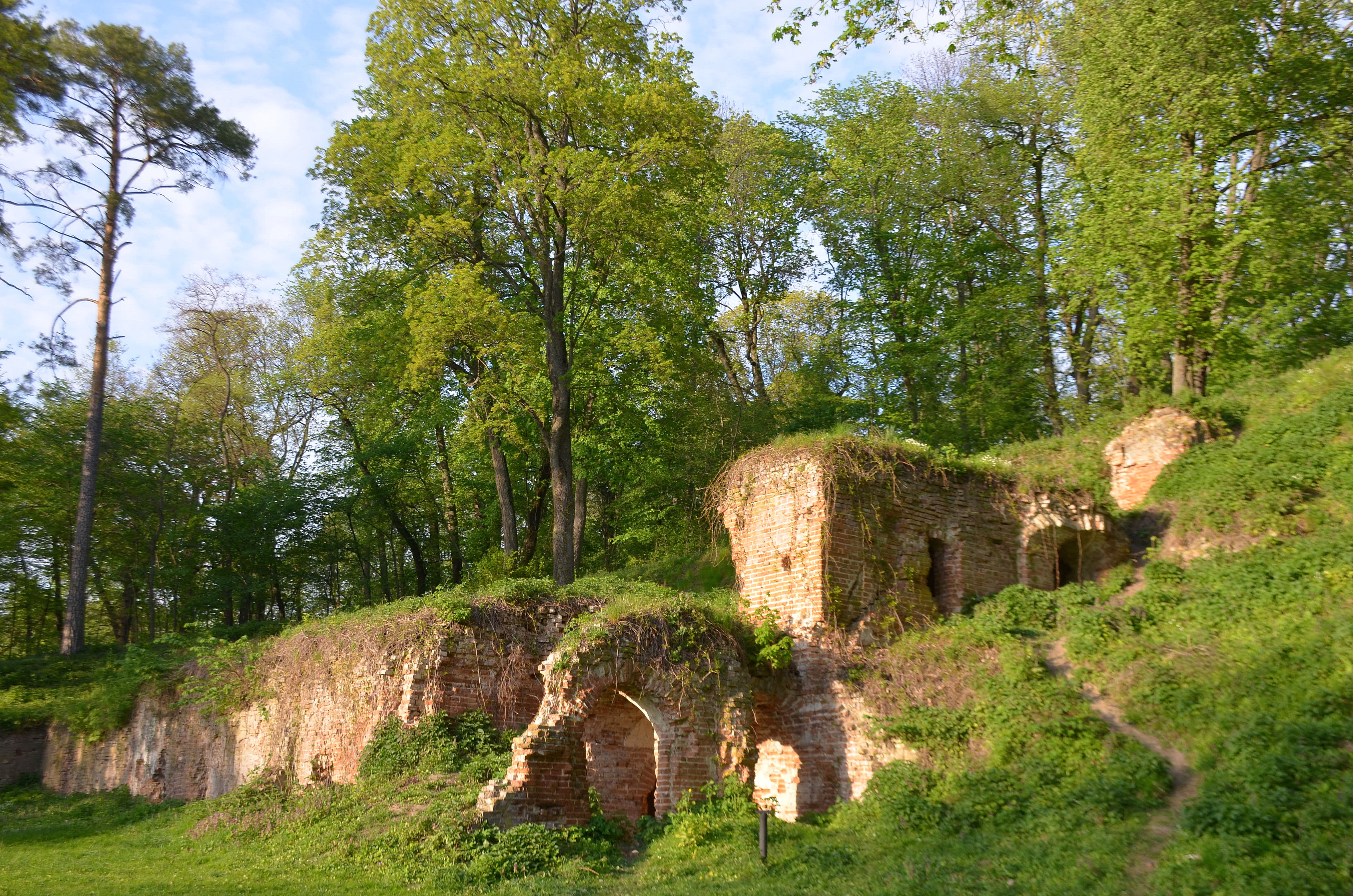
Романтичні руїни в маєтку Качанівка графа Румянцева-Задунайського

У другій половині XVIII століття серед шляхти та багатих людей Російської імперії виникла мода на давнину. Проте саме з руїнами через низку причин у Російській імперії була проблема — їх не було. Власних античних руїн імперія просто не мала (принаймні, до завоювання Криму 1783 року), середньовічних кам'яних будівель було мало, їх підтримували у працездатному стані, і кам'яні руїни до настання нових часів у країні були практично відсутні. Щодо церковних споруд, то середньовічні дерев'яні церкви не могли перетворитися на естетично вражаючі руїни, кам'яних церковних споруд було мало, і крім того вони постійно піддавалися перебудовам. Враховуючи обставини, руїни у Російській імперії довелося будувати.
Першим замовником спорудження руїн у Російській імперії була Катерина II. 1771 року Катерина II замовляє архітектору Георгу Фельтену на честь перемоги над Османською імперією «Вежу-руїну» — алегоричний павільйон у формі руїнованої вежі з фортечним муром. У 1785—1786 роках архітектор Джакомо Кваренгі додав до ландшафту парку «Кухню-руїну», споруджену зі справжніх римських каменів та прикрашену барельєфами роботи Кончецо Альбані.
Правлячі після Катерини II російські імператори, а також багато членів царської родини та аристократів, за її прикладом почали в своїх парках і маєтках також будувати руїни. Серед найбільш помітних — руїни у Павловську, Гатчині, Оранієнбаумі, у Архангельському, Кускові та Царицині. Колонада Аполлона у Павловську частково зруйнувалася у 1817 році, але вирішено, що це лише поліпшило руїну, і колонаду вирішили не ремонтувати.
На території України романтичні руїни можливо побачити у маєтку Качанівка графа Румянцева-Задунайського, у парку «Олександрія» графині Браницької у Білій Церкві та у львівському Стрийському парку.